# Leo McCarey
Thomas Leo McCarey (Los Angeles, 3 oktober 1898 – Santa Monica, 5 juli 1969) was een Amerikaans regisseur.

## Loopbaan
Leo McCarey begon zijn loopbaan in de jaren 20 als regieassistent van de Amerikaanse regisseur Tod Browning. Hij won zijn eerste Oscar in 1937 voor de komedie The Awful Truth. Tussen 1937 en 1959 werden zeven van zijn films voor een Oscar genomineerd. Drie daarvan werden genomineerd voor de Oscar voor Beste Regie.
Hij stierf in 1969 aan emfyseem.

## Filmografie (selectie)
- 1921: Society Secrets
- 1929: The Sophomore
- 1929: Red Hot Rhythm
- 1930: Wild Company
- 1930: Let's Go Native
- 1930: Part Time Wife
- 1931: Indiscreet
- 1932: The Kid from Spain
- 1933: Duck Soup
- 1934: Six of a Kind
- 1934: Belle of the Nineties
- 1935: Ruggles of Red Gap
- 1936: The Milky Way
- 1937: Make Way for Tomorrow
- 1937: The Awful Truth
- 1939: Love Affair
- 1942: Once Upon a Honeymoon
- 1944: Going My Way
- 1945: The Bells of St. Mary's
- 1948: Good Sam
- 1952: My Son John
- 1957: An Affair to Remember
- 1958: Rally 'Round the Flag, Boys!
- 1962: Satan Never Sleeps